# Martinikerk (Bolsward)
De Martinikerk is een gotisch kerkgebouw van de Hervormde Gemeente in Bolsward in de provincie Friesland.
De Martinikerk van Bolsward, een van oorsprong rooms-katholieke kerk, was in de middeleeuwen een decanaatskerk in Westergo. In de 15e eeuw werd, van 1446 tot 1466, de kerk vernieuwd en uitgebreid. Iets eerder in de 15e eeuw was de toren al gebouwd. In 1459 werd de kerk gewijd door de toenmalige bisschop van Utrecht, David van Bourgondië. De kerk wordt een pseudobasiliek genoemd vanwege de relatief lage lichtbeuken.
In de kerk zijn in de noordbeuk schilderingen bewaard gebleven uit de tweede helft van de 15e eeuw. Het betreft diverse Bijbelse voorstellingen, waaronder de geboorte van Christus (zie: afbeelding). In de kerk staan koorbanken, die deels afkomstig zijn uit de Broerekerk van Bolsward en deels uit de Martinikerk zelf. De banken zijn versierd met gotisch snijwerk (zie afbeelding) van de hand van beeldsnijder Rommert. Bijzonder is een afbeelding van de duivel aan de zijkant van een van de koorbanken waaraan een volksverhaal is verbonden.
Ook de preekstoel is voorzien van veel beeldsnijwerk; de vier panelen beelden de vier jaargetijden uit. De preekstoel, gemaakt in 1662, wordt als het ware gedragen door twee adelaars en een engel. De doopvont hoorde niet oorspronkelijk in de Martinikerk, maar is afkomstig uit Kuinre. De vroedschapsbank dateert uit 1722. Onder de grafzerken vallen op de in 1620 door Hans Schuuneman gemaakte portretzerk voor Godschalk van Heerma en diens tweede vrouw Sits van Cammingh en de renaissancezerken gemaakt door Benedictis Gerbrandtsz. Een aantal grafzerken zijn afkomstig uit de in 1950 afgebroken Eilandskerk in Amsterdam. Twee gedenkramen van Louis Boermeester herinneren de kerkgangers aan de Tweede Wereldoorlog.
Het hoofdorgel, met drie manualen en een vrij pedaal, 42 registers en 3186 pijpen, is vervaardigd door de orgelbouwer Albertus Antoni Hinsz. De opdracht werd in 1776 verstrekt door burgemeester Nicolaas Elgersma.  Het orgel werd in 1781 in gebruik genomen. Het is diverse malen uitgebreid, onder meer in 1861 door Lambertus van Dam II en in 1918 door Bakker & Timmenga. In 1955, 2002 en 2016 werd het gerestaureerd door de firma Flentrop. Van 1962 tot 1992 (onderbroken in 1970 en 1971) vond op dit orgel het jaarlijkse Nationaal Orgelimprovisatieconcours Bolsward plaats.
Het koororgel uit 1964, met één manuaal, zeven registers en aangehangen pedaal, is van de hand van H.J. Vierdag.
De toren heeft vier luidklokken, respectievelijk voor mannen (uit 1937), vrouwen (uit 1533), jongens (uit 1964) en meisjes (uit 1955).

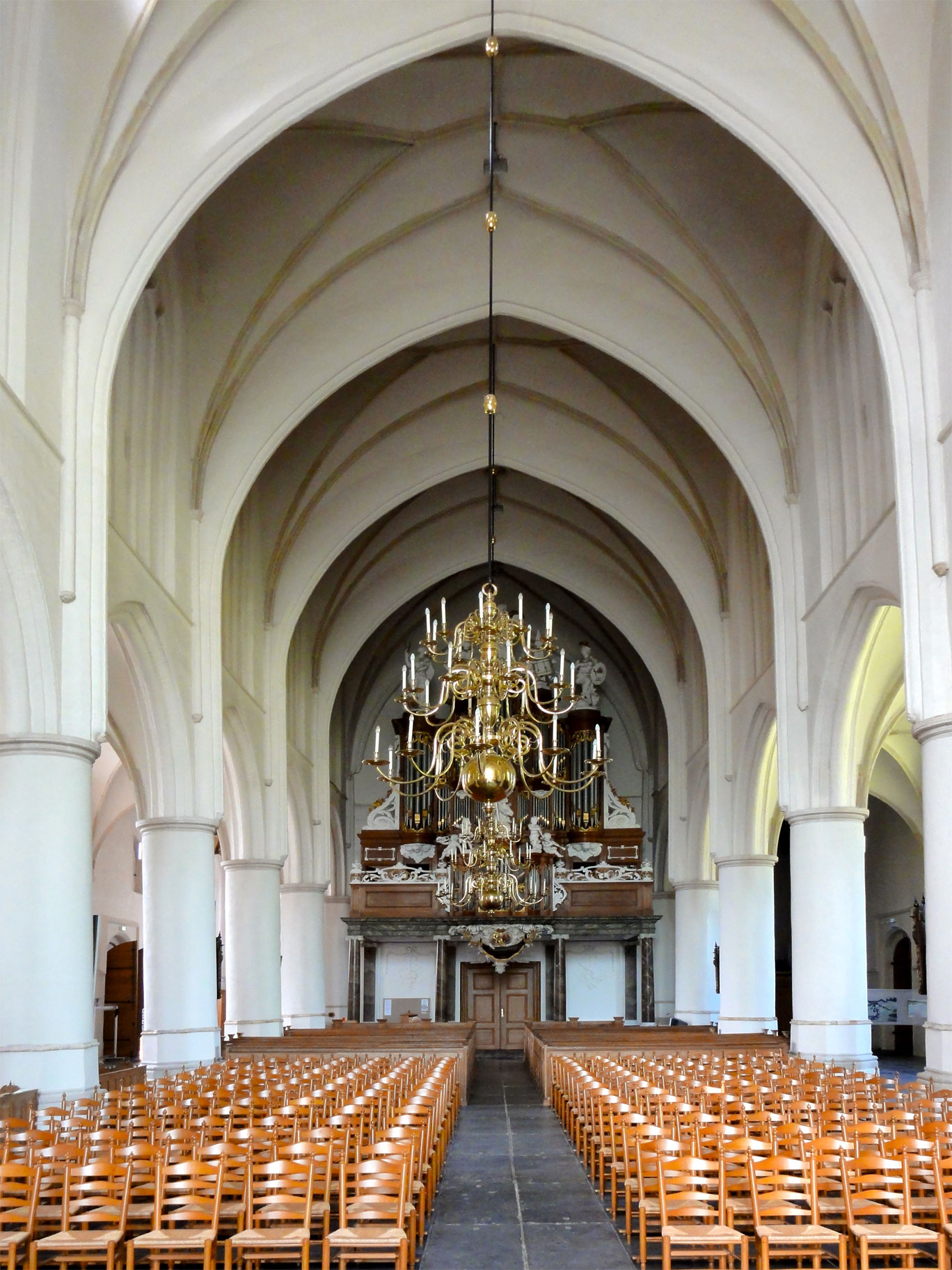
Interieur Martinikerk (met Hinsz-orgel) (2010)
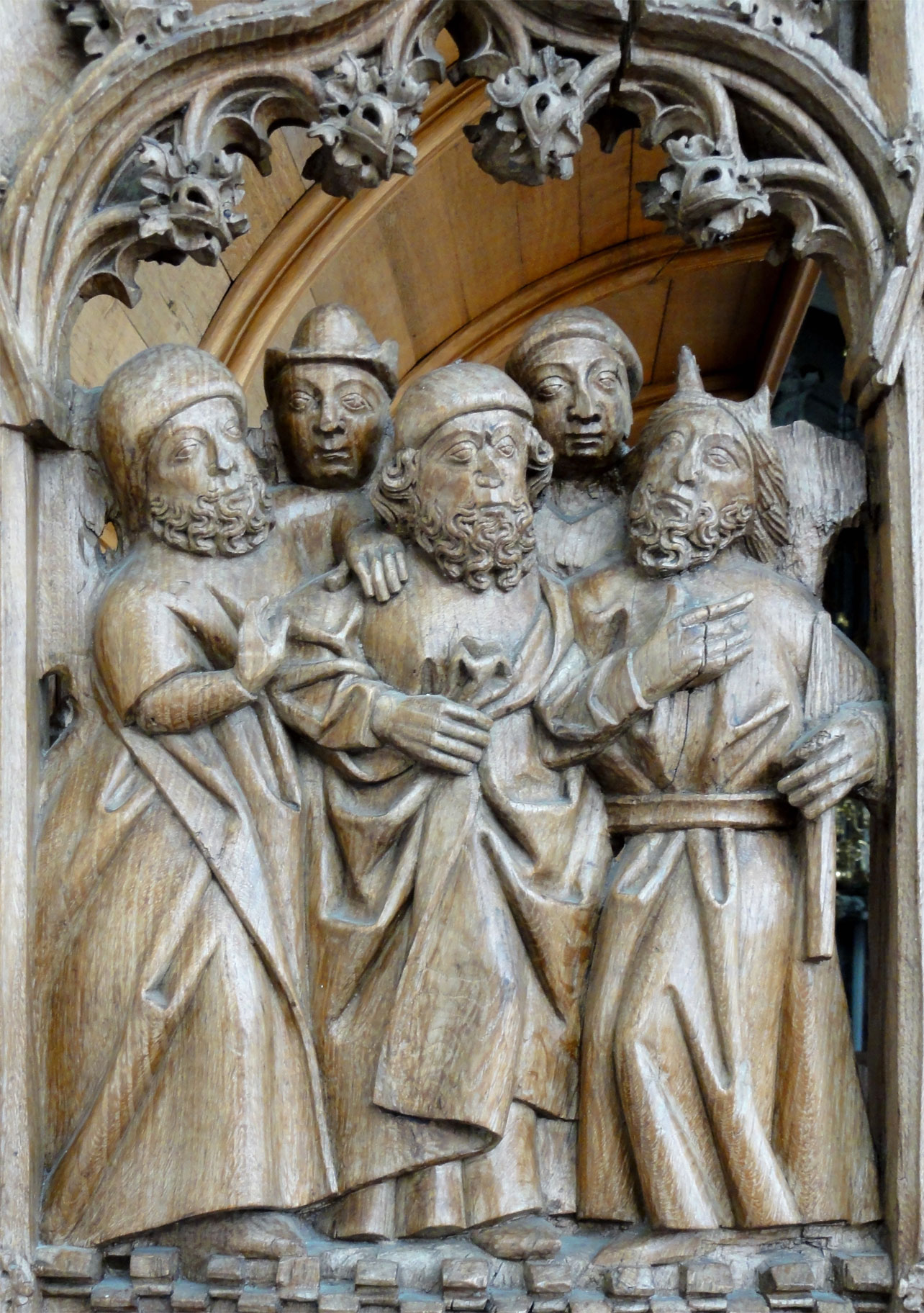
Houtsnijwerk koorbank (Mozes slaat water uit de rots) (2010)
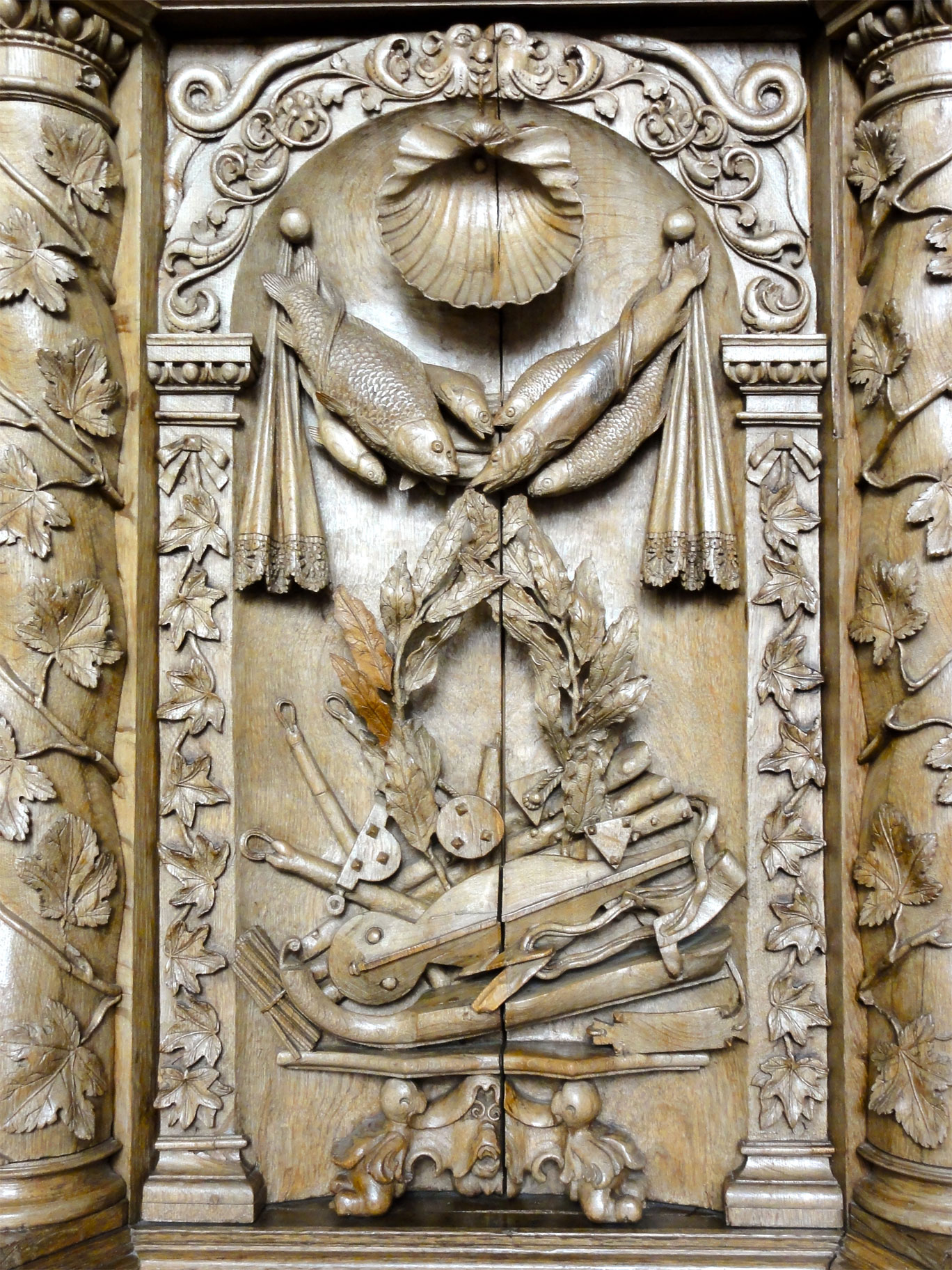
Detail van de preekstoel (2010)
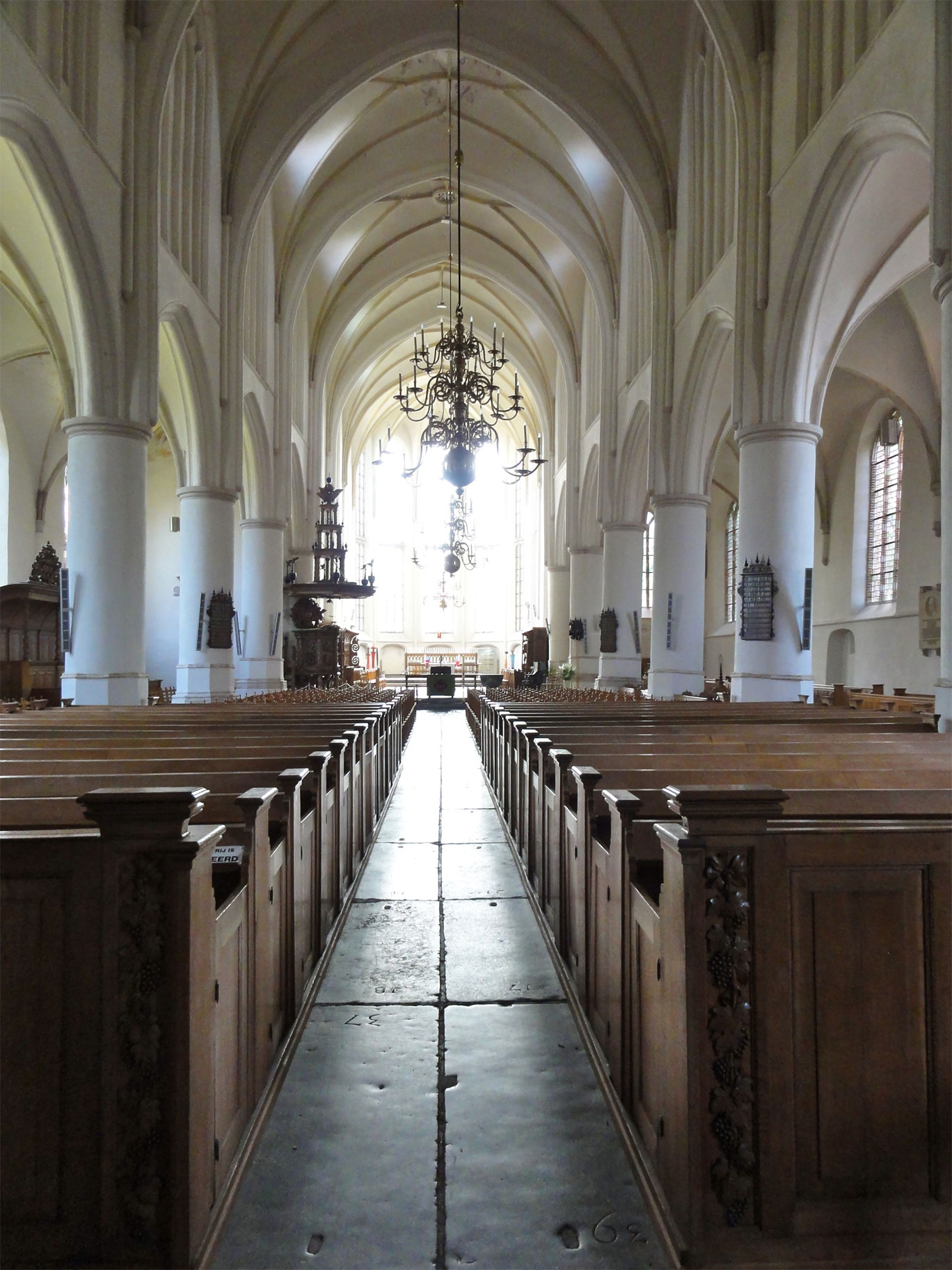
Interieur Martinikerk (2010)
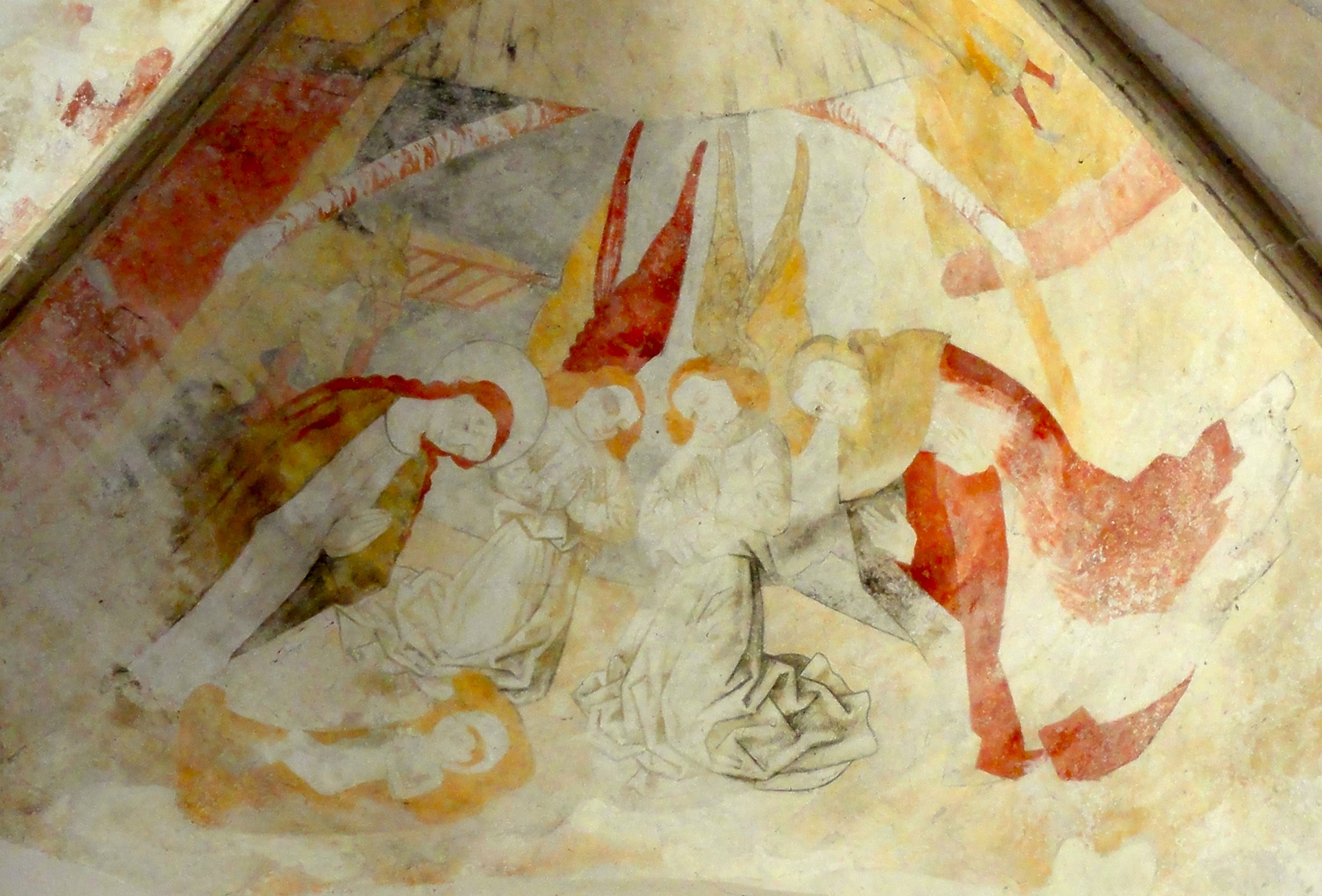
Schildering geboorte van Christus (2010)
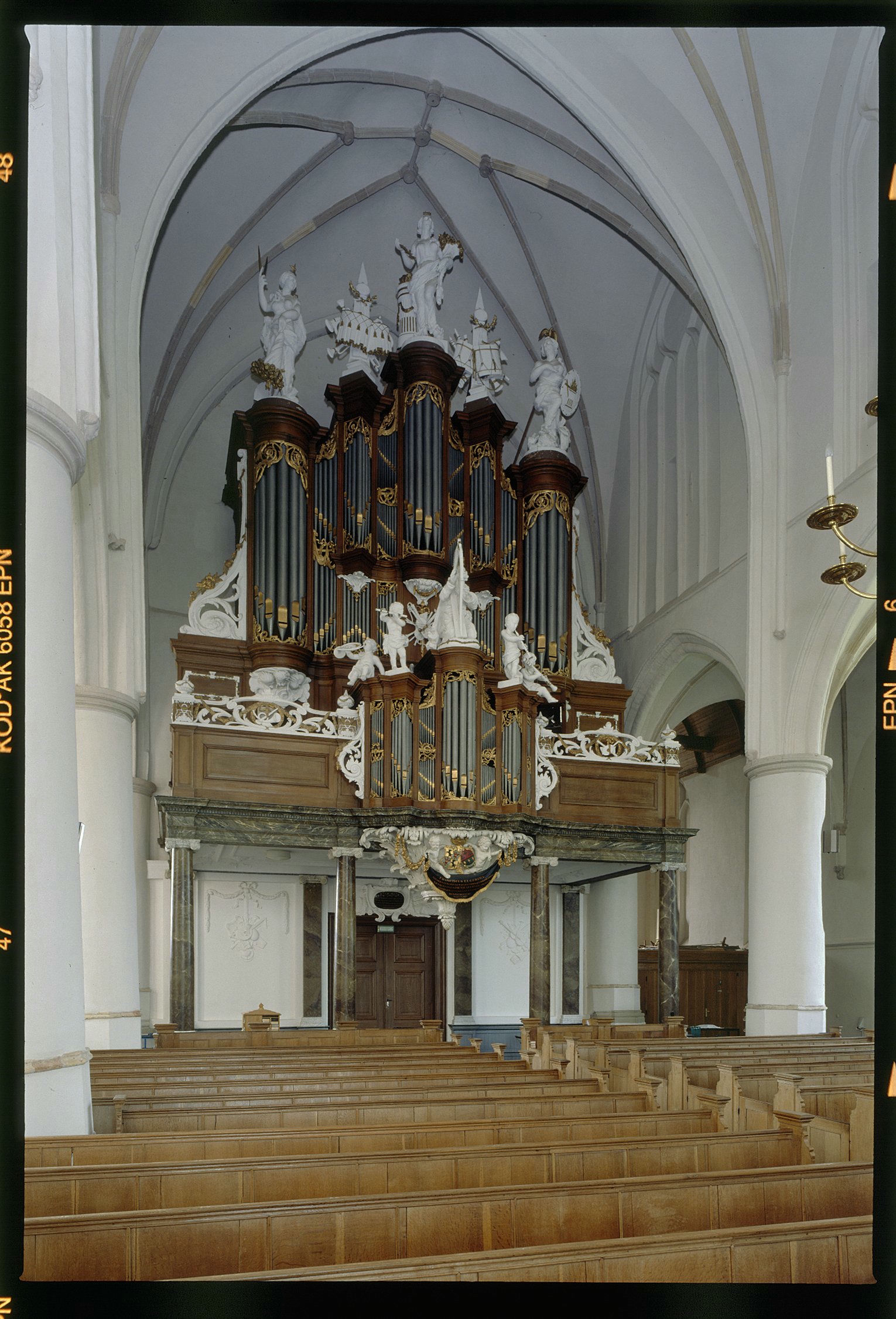
Hinsz-orgel (1999)